# Maman (chanson, 2015)
Pour les articles homonymes, voir Maman.
Ne doit pas être confondu avec la chanson du même nom de Louane, pour l'Eurovision et sortie en 2025.
Singles de Louane
Nos secrets
(2015) Tourne
(2016)
Pistes de Chambre 12
Avenir
(2) Jeune
(4)
Maman est une chanson de la chanteuse française Louane Emera, sortie en single le 30 novembre 2015 et tirée de son premier album Chambre 12. La chanson est dédiée à sa défunte mère, qui l'a quittée en avril 2014.
Le 15 mars 2025, la chanson a été retirée des plateformes pour laisser place à Maman, sa nouvelle chanson du même nom, avec laquelle elle représente la France au Concours Eurovision de la chanson 2025. Elle a déclaré à ce sujet : « C’est une suite bien sûr. Il y a quelques mots en commun entre les deux, mais ce sont deux titres différents. Pour la première fois, je vais enfin bien. Et cette nouvelle chanson existe pour cette raison. J’aimerais que ce soit la seule chose que l’on retienne, plutôt que de ressasser le passé. »

## Classements hebdomadaires
| Classement (2015-17)                    | Meilleure position |
| --------------------------------------- | ------------------ |
| Belgique (Wallonie Ultratop 50 Singles) | 11                 |
| Belgique (Wallonie Ultratop 50 Airplay) | 5                  |
| France (SNEP)                           | 18                 |